# Rožanci
Rožanci (en serbe cyrillique : Рожанци) est un village de Serbie situé dans la municipalité de Barajevo et sur le territoire de la Ville de Belgrade. Selon les données du recensement de 2011, il compte 467 habitants,.
Rožanci, situé dans les faubourgs de Belgrade, est une petite localité rurale qui voit sa population décroître régulièrement. Ce village est la localité la moins peuplée de la municipalité.

## Géographie

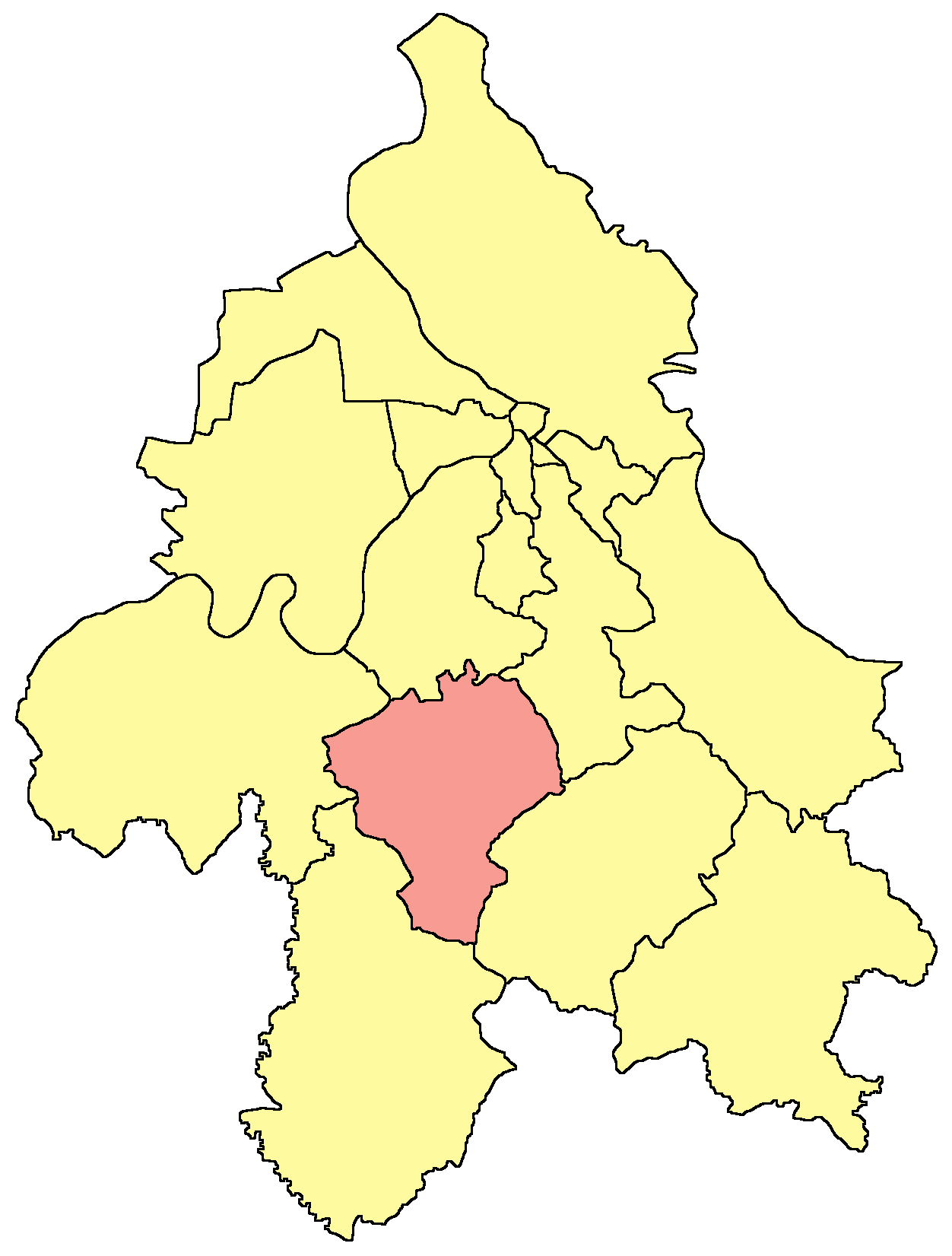
Localisation de la municipalité de Barajevo dans la Ville de Belgrade

Le village est entouré par les localités suivantes :
|          | Beljina Manić                        |                                 |
| Arnajevo | Rožanci                              | Sibnica (municipalité de Sopot) |
|          | Arapovac (municipalité de Lazarevac) |                                 |

## Histoire
Le village est mentionné pour la première fois au début du XVIIIe siècle et il figure sur les cartes de l'archiduché d'Autriche de 1718 à 1739 sous le nom de Roschanize. Il est mentionné dans les defters (recensements) ottomans du début du XIXe siècle ; en 1818, le village comptait 27 foyers, en 1822 30 foyers et il en comptait 43 en 1846.
En 1956 et 1957, Rožanci faisait partie de la municipalité de Beljina, qui fut annexée à la municipalité de Barajevo en 1957.

## Démographie

### Évolution historique de la population
| 1948 | 1953 | 1961 | 1971 | 1981 | 1991 | 2002 | 2011 |
| ---- | ---- | ---- | ---- | ---- | ---- | ---- | ---- |
| 760  | 801  | 708  | 634  | 637  | 625  | 523  | 467, |

|  |

### Données de 2002
Pyramide des âges (2002)
En 2002, l'âge moyen de la population était de 42,8 ans pour les hommes et 42 ans pour les femmes.
Répartition de la population par nationalités (2002)
En 2002, les Serbes représentaient 98,08 % de la population.

### Données de 2011
En 2011, l'âge moyen de la population était de 45,2 ans, 44,2 ans pour les hommes et 46,4 ans pour les femmes.